# Ламбер, Жозеф
Жозеф Ламбер (фр. Joseph Lambert; род. 5 февраля 1961, Жакмель) — гаитянский политик, который является действующим лидером оставшегося сената Гаити, который в настоящее время состоит только из 10 из 30 сенаторов. Его притязания на пост президента после убийства президента Жовенеля Моиза оспариваются из-за отсутствия конституционных указаний и того факта, что в законодательном органе остается только десять избранных сенаторов. Исполняющий обязанности премьер-министра Клод Жозеф заявил, что возглавил Гаити после убийства заговорщиками президента.

## Биография
10 июля группа из восьми сенаторов Гаити выдвинула Ламбера на пост президента вместо убитого Жовенеля Моиза, однако несмотря этот шаг, он не был признан исполняющим обязанности премьер-министра Клодом Жозефом. Организация Объединенных Наций признает Клода Жозефа законным исполняющим обязанности президента.
Ламбер был президентом Сената в 2006, 2018—2019 годах и с января 2021 года.